# U-Bahn-Station Donauspital
Die Station Donauspital der U-Bahn-Linie U2 befindet sich im 22. Wiener Gemeindebezirk, Donaustadt, am Rand des Bezirksteils Stadlau. Sie wurde in Hochlage errichtet. 
Die Station liegt parallel zur Langobardenstraße  gegenüber dem Haupteingang des seit 2020 Klinik Donaustadt genannten Donauspitals, Wiens zweitgrößten Krankenhauses. Sie wurde am 2. Oktober 2010 mit der Eröffnung des dritten Teilstücks der U2 zwischen Stadion und Aspernstraße ihrer Bestimmung übergeben. Sie ist zweigleisig und verfügt über einen Inselbahnsteig mit mehreren Abgängen zum Sozialmedizinischen Zentrum (Zschokkegasse) und zum Geriatriezentrum (Kapellenweg).

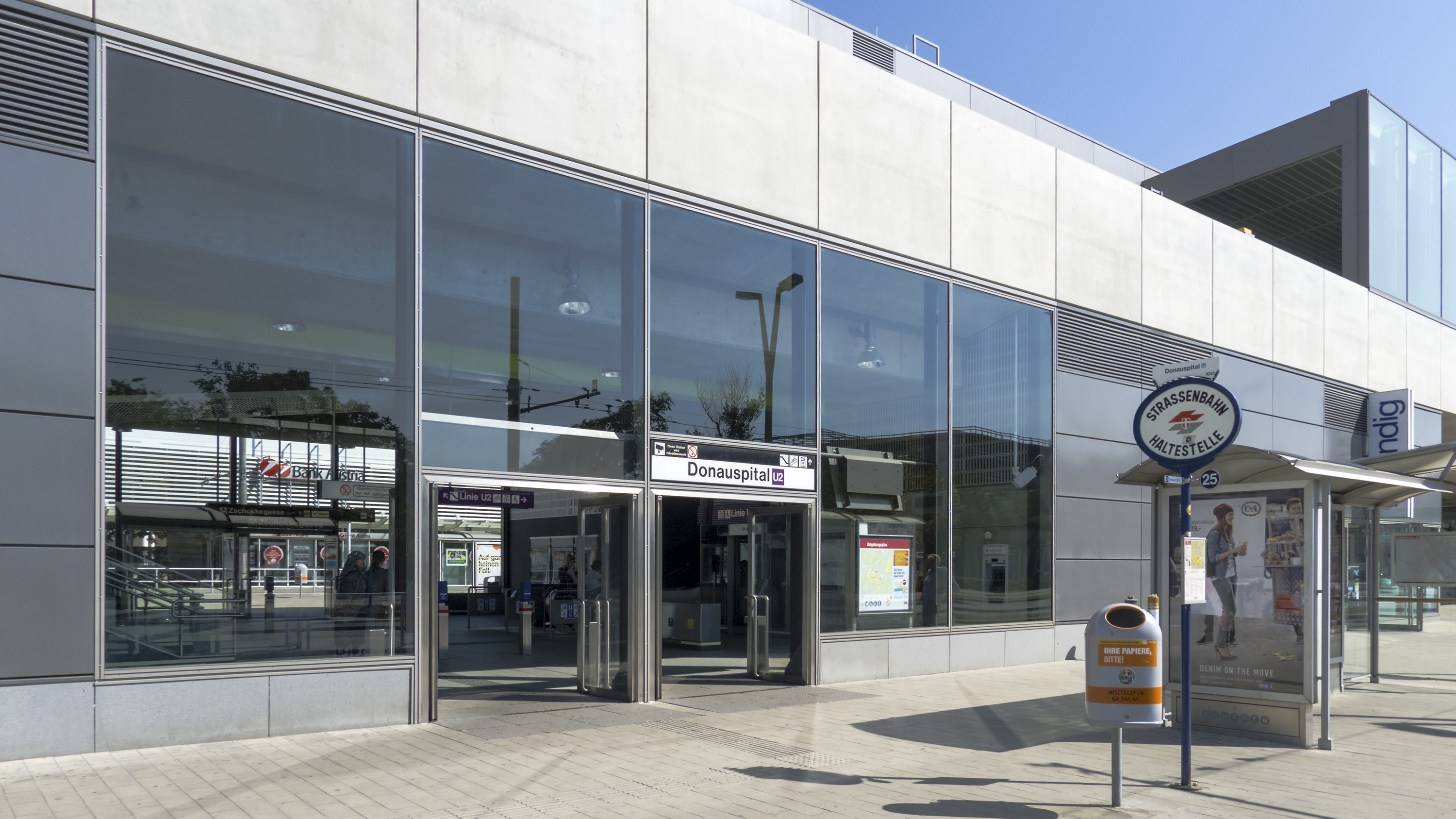
Aufnahmsgebäude, Westteil
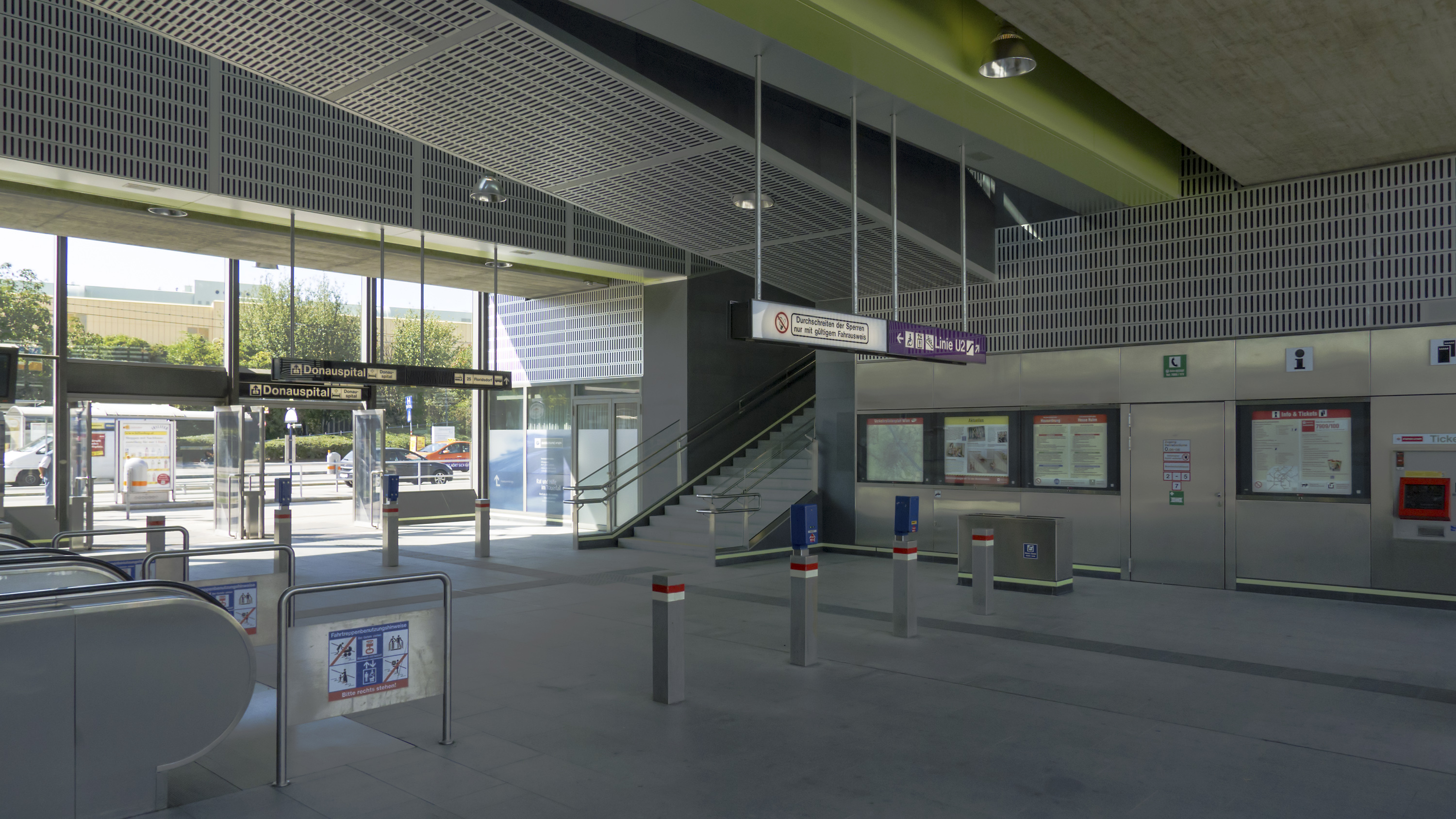
Westteil, Innenansicht
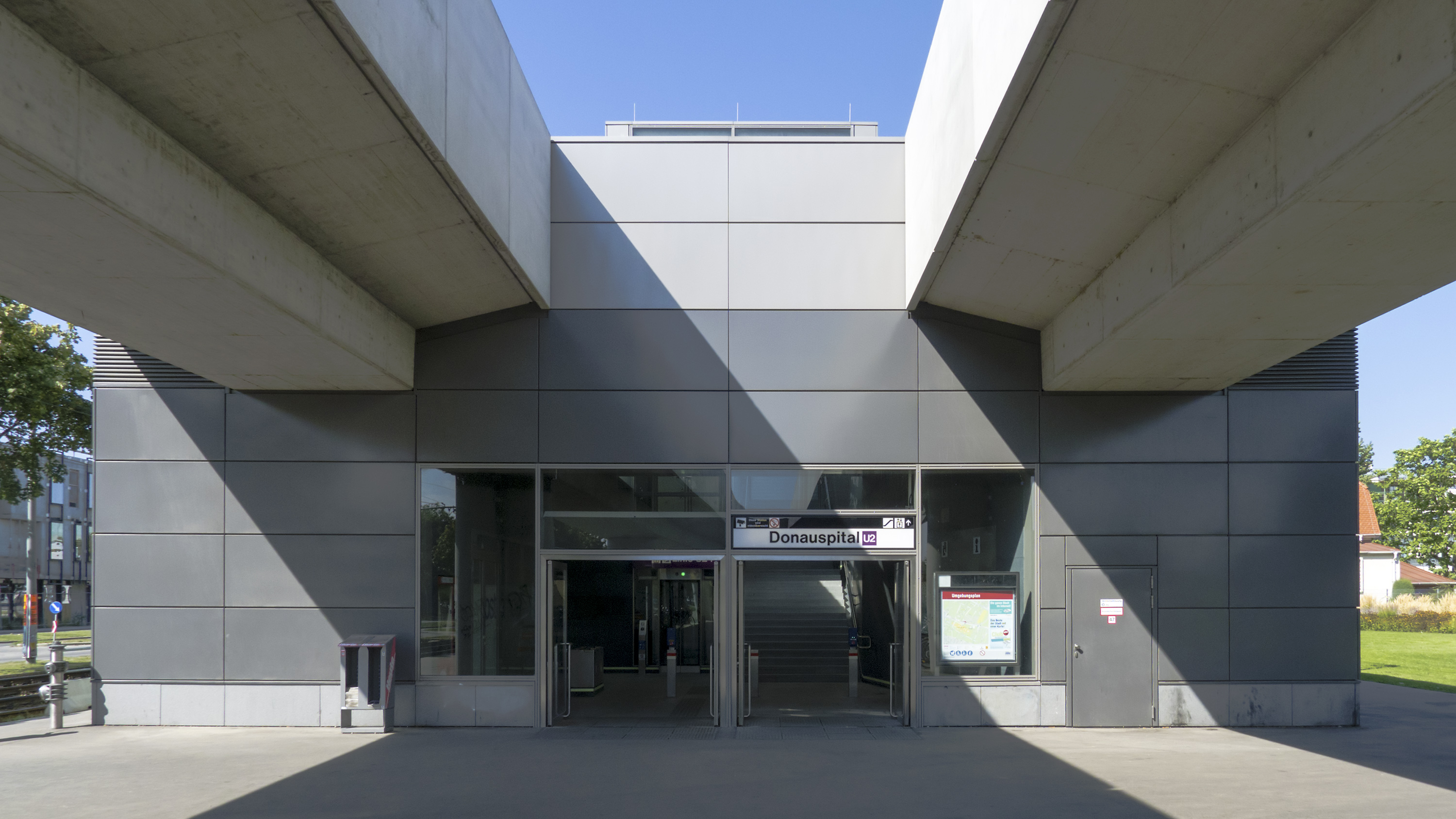
Aufnahmsgebäude, Ostteil
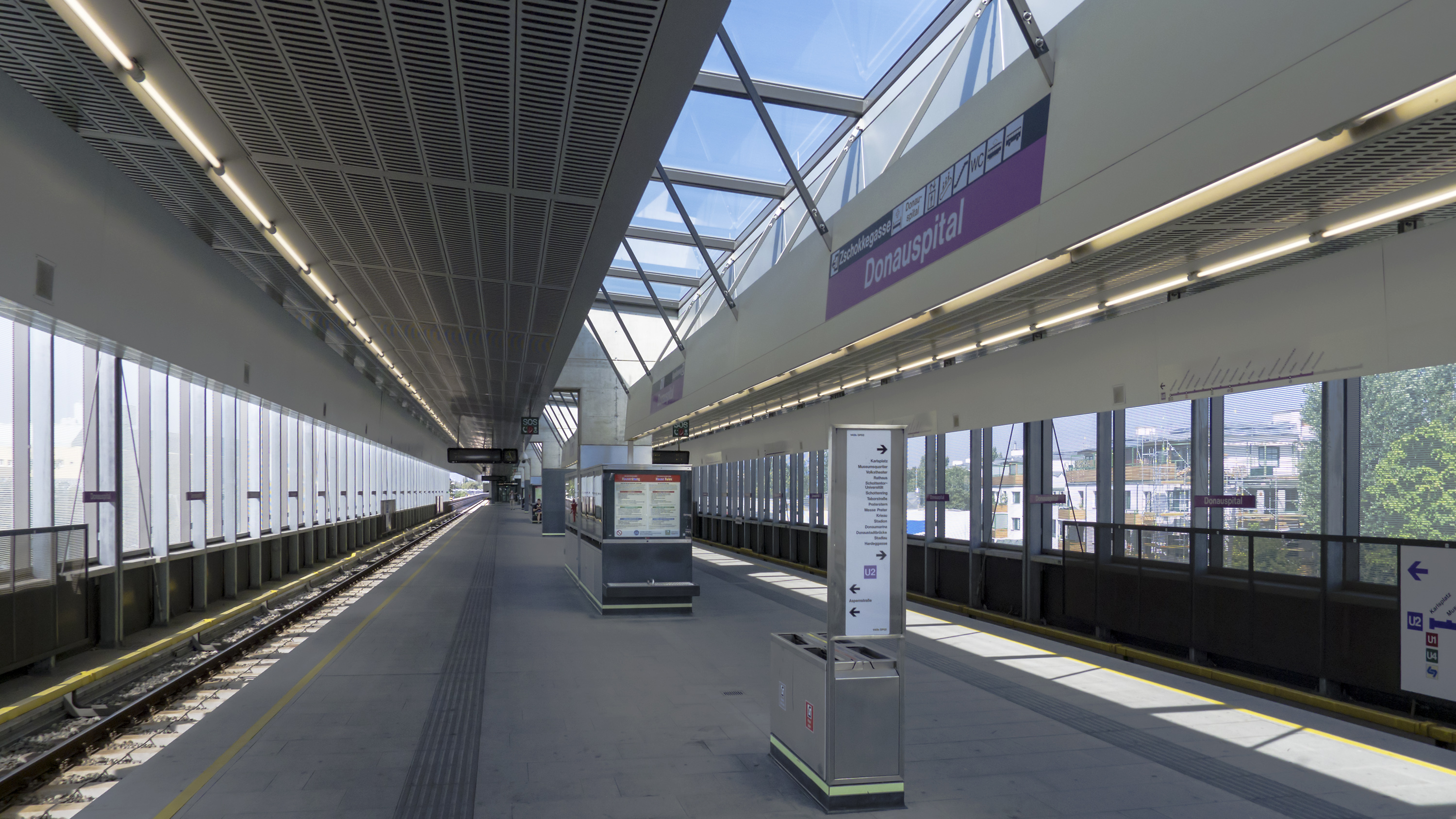
Bahnsteig
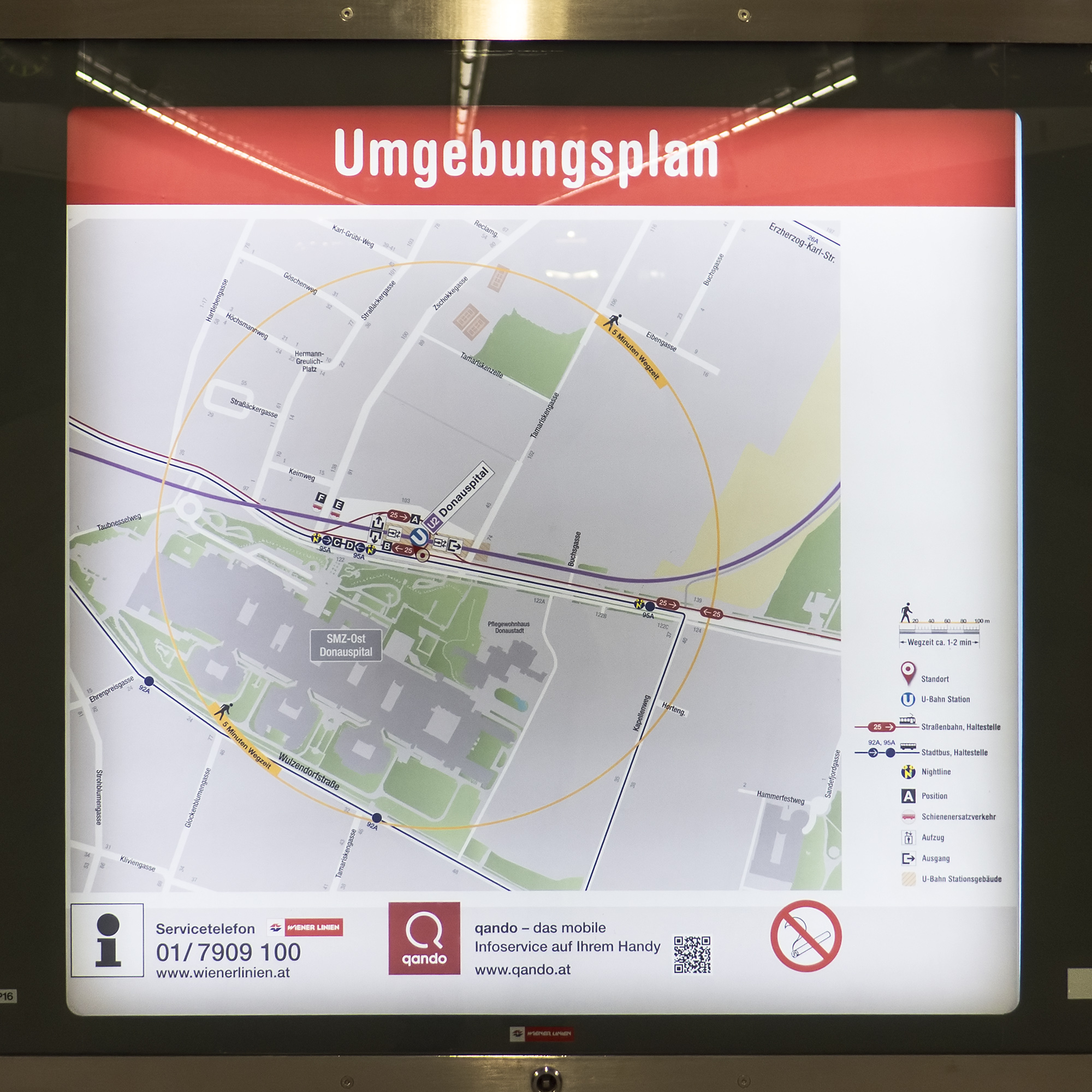
Umgebungsplan